# Gunnar Giöbel
Christian Gunnar Giöbel, född 21 november 1893 i Axbergs församling, Örebro län, död 3 juni 1977 i Uppsala-Näs församling, Uppsala län, var en svensk agronom.
Gunnar Giöbel var son till jägmästaren Adrian Giöbel och bror till Fredrik Giöbel. Han avlade studentexamen i Örebro 1912, ägnade sig åt jordbrukspraktik 1913–1916 och utexaminerades från Ultuna lantbruksinstitut 1920. 1921–1925 studerade han lantbrukskemi, mikrobiologi och växtfysiologi vid Rutgers universitet och dess försöksstation i New Brunswick, New Jersey och blev 1923 master of sicens och 1925 doctor of philosophy. 1925 återvände han till Sverige där han knöts som konsulent till Svenska betes- och vallföreningen (från 1939 Svenska vall- och mosskulturföreningen), 1934 blev han försöksledare där och 1940 föreståndare för vallavdelningen. Giöbel var 1928–1932 tillförordnad professor i allmän jordbrukslära vid Ultuna lantbruksinstitut. Han var från 1939 ordförande i styrelsen för Jerle torfaktiebolag. Giöbel ägnade sig främst åt förbättringar inom beteskulturen. I flera avhandlingar behandlade han betesvallarna kvävegödslingsproblem och experimenterade att med en kraftig kvävegödsling öka avkastningen. Bland hans skrifter märks The relation of the soil nitrogen to nodule development and fixation of nitrogen by certain legumes (1926), Englands permanenta gräsmarker och deras skötsel (1926), Betesvallarnas kvävegödslingsproblem (1933), Nyare erfarenheter rörande beteskulturens intensifiering (1941) och Vallodlingens utveckling i vårt land under de senast 40 åren (1943).